# Albanchez de Mágina
Albanchez de Mágina ist ein südspanischer Ort und eine Gemeinde (municipio) mit insgesamt 930 Einwohnern (Stand: 2024) im Süden der Provinz Jaén in der autonomen Region Andalusien.

## Lage
Albanchez de Mágina liegt in der Sierra Mágina, einem Teilgebiet der Sierra Morena, knapp 31 km (Fahrtstrecke) östlich der Provinzhauptstadt Jaén in einer Höhe von ca. 860 m. Das Klima im Winter ist gemäßigt, im Sommer dagegen warm bis heiß; die geringen Niederschlagsmengen (ca. 571 mm/Jahr) fallen – mit Ausnahme der nahezu regenlosen Sommermonate – verteilt übers ganze Jahr.

## Bevölkerungsentwicklung
| Jahr      | 1970  | 1980  | 1990  | 2000  | 2010  | 2020 |
| Einwohner | 2.277 | 2.007 | 1.664 | 1.446 | 1.230 | 993  |

Die kontinuierliche Bevölkerungsrückgang in der zweiten Hälfte des 20. Jahrhunderts ist im Wesentlichen auf die Mechanisierung der Landwirtschaft und den damit einhergehenden Verlust an Arbeitsplätzen zurückzuführen.

## Sehenswürdigkeiten
- Reste der alten Burg von Albanchez
- Kirche Mariä Himmelfahrt (Iglesia de Nuestra Señora de la Asunción)
- Uhrenturm

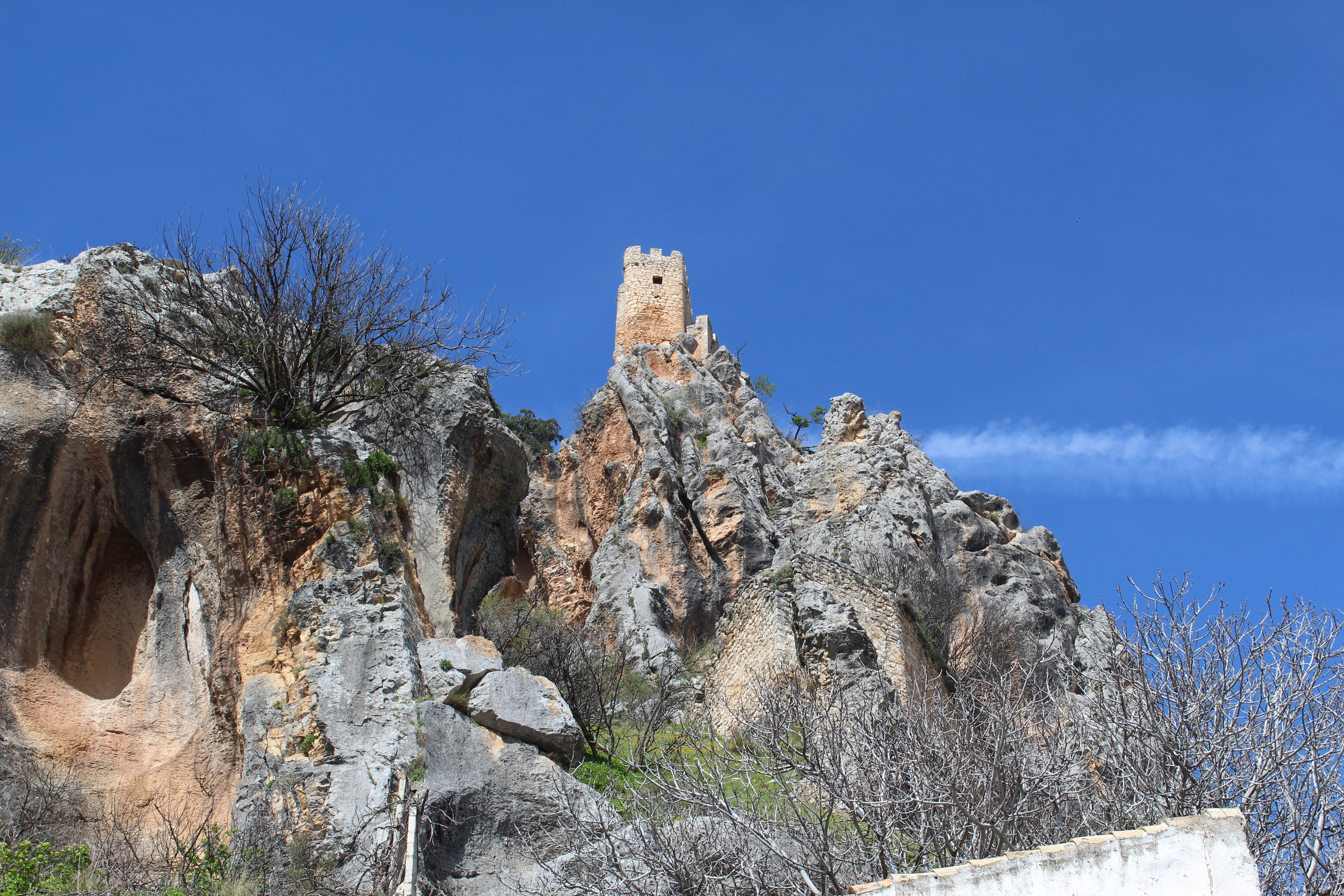
Reste der alten Burganlage von Albanchez